# John Mayall & the Bluesbreakers
John Mayall & the Bluesbreakers bili su pionirski engleski blues sastav, koji je vodio (i danas vodi) pjevač, kantautor, i multi-instrumentalist John Mayall.
Mayall se koristio ovim nazivom za sastav u razdoblju 1963. – 1967., ali onda ga je napustio i svirao pod drugim imenima punih petnaest godina. Međutim 1982. godine vraća se imenu Bluesbreakers i otada do danas sastav djeluje pod tim imenom. Imena Bluesbreakers i John Mayall su se toliko uvriježila i vezala jedno uz drugo u svijetu bluesa, da se više ne zna jasna razlika, o čemu se govori, dali o vođi sastava ili o sastavu. Sastav je bio tijekom svog dugogodišnjeg djelovanja bio rasadnik velikih glazbenika, u Bluesbreakersima su svirale sljedeće britanske blues i rock zvijezde;
- Eric Clapton (travanj-kolovoz 1965. studeni 1965.- srpanj 1966.)
- Jack Bruce, (Clapton i Bruce napustili su Mayalla i osnovali sastav Cream),
- Peter Green, zamijenio je Claptona, i svirao do kolovoza 1967. tad je i on napustio sastav s
- Mick Fleetwoodom uskoro im se pridružio i sljedeći Bluesbreaker
- John McVie te su par tjedana kasnije osnovali sastav Fleetwood Mac,
- Mick Taylor (kolovoz 1967.- srpanj 1969.) kasnije se pridružio Rolling Stonesima, i djelovao s njima 1982. – 1983. i 2004.,
- Harvey Mandel,
- Walter Trout,
- Larry Taylor (kasnije član sastava Canned Heat),
- Don Sugarcane Harris,
- Randy Resnick,
- Aynsley Dunbar,
- Dick Heckstall-Smith,
- Andy Fraser (kasnije član sastava Free),
- Chris Mercer,
- Henry Lowther,
- Johnny Almond,
- Jon Mark (kasnije član sastava Mark-Almond).

## Povijest sastava
Bluesbreakersi su osnovani u siječnju 1963. godine, od samog početka su neobični po tome što su bili nešto poput prolazne stanice za više od 100 glazbenika, koji su kraće ili duže vrijeme svirali u sastavu. 
Eric Clapton se pridružio sastavu 1965. samo nekoliko mjeseci nakon objavljivanja svog prvog albuma. Claptonu su Bluesbreakersi bili samo usputna stanica nakon Yardbirdsa, i sastav u kojem može svirati blues.
Izdavačka kuća Decca, je te iste godine poništila ugovor koji je imala s Bluesbreakersima, no nakon obnove ugovora 1966. godine objavila im je singl ploču I'm Your Witchdoctor (producent Jimmy Page). Album Bluesbreakers with Eric Clapton (poznat kao Beano jer na ovitku albuma Clapton, čita strip Beano) Decca je objavila pri kraju te godine, album se popeo na top liste u Velikoj Britaniji.
Clapton i Jack Bruce i napustili su sastav te iste godine i osnovali svoj sastav Cream. Claptona je zamijenio Peter Green, s njim su Bluesbreakersi snimili album A Hard Road, odmah nakon toga i on je otišao iz sastava u novi sastav Fleetwood Mac. 1969. i treći Bluesbreakerov gitarist Mick Taylor je napustio sastav i priključio se Rolling Stonesima. 
Pri kraju 1960-ih su Bluesbreakersi konačno postigli i to da su ih počeli cijeniti i slušati i u Americi
Uz neke prekide u radu Bluesbreakersi su nastavili raditi, snimati i koncertrirati (snimili su preko 50 albuma do danas), međutim više nikad nisu uspjeli povratiti onu pozornost iz 1960-ih na sebe. 
2003. Eric Clapton, Mick Taylor i Chris Barber pridružili su se sastavu Bluesbreakers u povodu koncerta u čast 70. rođendana Johna Mayalla održenog u Liverpoolu (taj koncert je kasniji objavljen na CD-u i DVD-u). 2004. u Bluesbreakersima su svirali Buddy Whittington, Joe Yuele, Hank Van Sickle i Tom Canning, uz vođu John Mayalla, te godine sastav je bio na turneji po Velikoj Britaniji s Mick Taylorom kao gostom.
U studenom 2008. Mayall je najavio na svojim web stranicama raspuštanje Bluesbreakersa, jer da mu je dosta toga i da želi raditi s drugim glazbenicima. Međutim već 2009. na istim stranicama reklamira turneju s Rocky Athosomom (bivši članom Black Oak Arkansasa).
- Bivši član sastava, Johnny Almond umro je 18. studenog 2009. od raka, u dobi od 63. godine[1]

## Diskografija

### Albumi
- 1965: John Mayall Plays John Mayall (Decca)
- 1966: Blues Breakers with Eric Clapton (Decca)
- 1967: A Hard Road (Decca)
- 1967: Bluesbreakers with Paul Butterfield (Decca EP single)
- 1967: Crusade (Decca)
- 1967: The Blues Alone (Ace of Clubs)
- 1968: Diary of a Band Volume 1 (Decca)
- 1968: Diary of a Band Volume 2 (Decca)
- 1968: Bare Wires (Decca)
- 1968: Blues from Laurel Canyon (Decca)
- 1969: Looking Back (Decca)
- 1969: Thru the Years (London)
- 1969: Primal Solos (Decca)
- 1969: The Turning Point (Polydor)
- 1970: Empty Rooms (Polydor)
- 1970: USA Union (Polydor)
- 1971: Back to the Roots (Polydor)
- 1971: Memories (Polydor)
- 1972: Jazz Blues Fusion (Polydor)
- 1973: Moving On (Polydor)
- 1973: Ten Years Are Gone (Polydor)
- 1974: The Latest Edition (Polydor)
- 1975: New Year, New Band, New Company (ABC - One Way)
- 1975: Notice to Appear (ABC - One Way)
- 1976: Banquet in Blues (ABC - One Way)
- 1977: Lots of People (ABC - One Way)
- 1977: A Hard Core Package (ABC - One Way)
- 1978: Last of the British Blues (ABC - One Way)
- 1979: The Bottom Line (DJM)
- 1980: No More Interviews (DJM)
- 1982: Road Show Blues (DJM)
- 1982: Return of the Bluesbreakers (Aim Australia)
- 1985: Behind the Iron Curtain (GNP Crescendo)
- 1987: Chicago Line (Entente - Island)
- 1988: The Power of the Blues (Entente)
- 1988: Archives to Eighties (Polydor)
- 1990: A Sense of Place (Island)
- 1992: Cross Country Blues (One Way)
- 1994: The 1982 Reunion Concert (One Way)
- 1993: Wake Up Call (Silvertone)
- 1995: Spinning Coin (Silvertone)
- 1997: Blues for the Lost Days (Silvertone)
- 1999: Padlock on the Blues (Eagle)
- 1999: Rock the Blues Tonight (Indigo)
- 1999: Live at the Marquee 1969 (Eagle)
- 2000: Time Capsule (Private Stash)
- 2001: UK Tour 2K (Private Stash)
- 2001: Boogie Woogie Man (Private Stash)
- 2001: Along for the Ride (Eagle/Red Ink)
- 2002: Stories (Eagle/Red Ink)
- 2003: No Days Off (Private Stash)
- 2003: Rolling with the Blues (Shakedown UK)
- 2003: 70th Birthday Concert CD & DVD (Eagle)
- 2004: Cookin' Down Under DVD (Private Stash)
- 2004: The Godfather of British Blues/Turning Point DVD (Eagle)
- 2004: The Turning Point Soundtrack (Eagle)
- 2005: Road Dogs (Eagle)
- 2007: Live at the BBC (Decca)
- 2007: In the Palace of the King (Eagle)

### DVD
- 1982: Blues Alive
- 2003: 70th Birthday Concert CD & DVD (s Eric Claptonom)
- 2004: The Godfather of British Blues/Turning Point

## Vanjske poveznice
- Službene stranice Johna Mayalla